# Mullsjö (comune)
Mullsjö è un comune svedese di 7 012 abitanti, situato nella contea di Jönköping. Il suo capoluogo è la cittadina omonima.

## Località
Nel territorio comunale sono comprese le seguenti aree urbane (tätort):
| # | Località | Popolazione |
| - | -------- | ----------- |
| 1 | Mullsjö  | 5.508       |
| 2 | Sandhem  | 706         |